# 亚马逊克拉通

南美洲和非洲中元古代（早于1.3Ga）克拉通的大致位置。同样展示出了圣路易斯克拉通和路易斯·阿尔维斯克拉通碎片（巴西），不过阿雷基帕–安托法拉克拉通、撒哈拉克拉通和非洲一些小型克拉通没有展示。其他版本显示了受到推压而从亚马逊地盾上分离下的圭亚那地盾。

亚马逊克拉通是南美洲一个地质省，它占据了南美洲中部、北部和东部大部分地区。圭亚那地盾和中巴西地盾（瓜波雷地盾）分别构成克拉通暴露出来的北部和南部。两个地盾之间是亚马逊张裂，是克拉通内的薄弱区。前寒武纪岩石分布在东部的拉普拉塔河克拉通和圣弗朗西斯科克拉通。
巴拉圭-巴西边境的阿帕河克拉通可能只是亚马逊克拉通的南部。阿帕河克拉通的岩石在桑萨斯造山运动期间变形。:267–270
有人认为，芬诺斯坎底亚晚中元古代–早新元古代的瑞典挪威造山运动可能由亚马逊克拉通和波罗的大陆间的陆-陆碰撞引发。:30–37挪威泰勒马克地块是否从亚马逊克拉通上分离下来仍不能确定，不过对这个问题的回答无法决定陆陆碰撞的有无。:43–72

## 阅读更多
- Zandt, George. . University of Arizona. Spring 2002. （原始内容存档于2015-11-09）.